# The Telltale Moozadell
"The Telltale Moozadell" 35. je epizoda HBO-ove televizijske serije Obitelj Soprano i deveta u trećoj sezoni serije. Napisao ju je Michael Imperioli, režirao Dan Attias, a originalno je emitirana 22. travnja 2001.

## Radnja
Na Carmelin rođendan, svaki član obitelji poklanja joj dar, od kojih svaki ima neku vrijednost/važnost za Carmelu: Tony veliki i skupocjeni prsten od safira, A.J. DVD izdanje Matrixa (kojeg je zapravo kupio zbog sebe, što mu spočitava i otac), a Meadow bon za jednodnevni provod u toplicama, što je stavila na majčinu karticu i uzela jedan i za sebe. Na Carmelinoj rođendanskoj zabavi, Jackie Aprile, Jr. stiže kasno, taman kad se okupljeni spremaju otpjevati čestitarsku pjesmu te se ispriča zbog svoje nepažnje. Kasnije, A.J. biva pozivan u prijateljevu kuću da prespava, a Meadow i Jackie odlaze u kino. U krevetu, Carmela upita Tonyja zašto nisu kupili Mercedes kojeg je on razmatrao. Tony odvraća kako bi vožnja u takvom autu za njega bila nepoželjna i slika koju ne želi projicirati, "vozila krize srednjih godina".
Umjesto toga, Tony nastavlja svoju aferu s prodavačicom u Mercedesu, Gloriom Trillo, koja se —- prema dr. Melfi, što je nepoznato Tonyju —- u prošlosti pokušala ubiti te imala niz nezdravih veza. Na sljedećem spoju odlaze u zološki vrt u Bronxu. Dok gledaju gorilu, strasno se poljube i na kraju završe u napuštenoj nastambi za reptile, gdje se upuštaju u intimni odnos s odjećom na sebi. Na sljedećem sastanku, miluju se na kauču gdje Gloria pronađe Tonyjev pištolj, što je fascinira. Na svojoj terapeutskoj seansi, Gloria se osupne ispitivanjem dr. Melfi -— posebno njezino raspitivanje o muškom glasu koji se čuo dok su posljednji put razgovarale preko telefona. Na svojoj seansi s Melfi, Tony joj kaže kako je imao jako uspješan tjedan i daje joj bonus ponad redovitog honorara. Melfi osjeća kako je Tony ipak malo neiskren, te odbije višak novca, ali Tony inzistira na ostavljanju novca. Melfi se zatim javlja na telefonski poziv svoga sina. Prizna mu kako "ih sve mrzi", misleći na svoje pacijente koji joj lažu. Očigledno je da je Melfi uzrujana cjelokupnom situacijom. Njezin joj sin, na tih i pokajnički način, kaže kako treba neke skupe knjige za školu. Dr. Melfi prirodno pogleda dolje na bonus koji joj je ostavio Tony, ali načini fizički izraz koji otkriva moralnu nesigurnost.
U noći Carmelina rođendana, A.J. i još nekoliko njegovih prijatelja provaljuju u svoju srednju školu i plivaju u bazenu. Nakon što su završili s plivanjem, nekoliko njih počne bacati razne stvari iz profesorova ureda u bazen, a sve eskalira koševima za smeće, profesorovim stolom i trofejima nakon što jedan A.J.-ev prijatelj razbija vitrinu s trofejima. Situacija ubrzo izmiče kontroli te bivaju prisiljeni pobjeći prije nego što ih uhvate. Policija na mjestu incidenta pronalazi pizzu za koju se čini kako je posebno naručena. Ispitaju vlasnika pizzerije koji im, nakon prijetnji pravnim akcijama, otkriva kupca. A.J. biva poslan kući zbog svoje umiješanosti u vandalizam, a njegovi roditelji odlaze na sastanak s ravnateljem. Ravnatelj namjerava izbaciti A.J.-a iz škole, ali, zbog njegove važnosti u momčadi američkog nogometa, suspendira njegovu kaznu i stavlja A.J.-a na kušnju. Smatrajući kako školska kazna nije bila dovoljno oštra, Tony i Carmela kažnjavaju A.J.-a jednomjesečnom zabranom televizije, DVD-a, računala i Nintenda, te je prisiljen na čišćenje oluka; Tony i Carmela se začude kad ih A.J. upita što su to oluci.
Christopher kupuje Adriani The Lollipop Club, plesni klub u Long Branchu, koji ona preimenuje u The Crazy Horse. Christopher je potišten jer Adriana više neće morati raditi jer će sada sama zarađivati svoj novac. Christopher joj kaže kako će ona biti vlasnica/upraviteljica te da će prethodni vlasnik raditi za nju, nakon što je uništio vlastiti biznis kladeći se na američki nogomet i morao prodati posao. Furio i Christopher posjeduju postotak vlasništva kao "tihi partneri"; Christopher klub vidi i kao priliku da ekipa vodi svoje poslove u miru, bez upletanja FBI-a. No, na otvorenju, diler zvan Matush uhvaćen je kako prodaje drogu u zahodu, nakon čega ga Furio izbaci i upozori da se kloni kluba. Jackie uskače u pomoć prijatelju i zamoli Christophera da pusti Matushu da nastavi s dilanjem unutar kluba. Christopher glatko odbije. Ne želeći se osramotiti, Jackie laže Matushu i kaže mu da je Christopher odobrio prijedlog, ali samo izvan kluba. Matush počne slijediti te upute, ali ga teško pretuku Christopherovi ljudi. Pripremajući tjesteninu, Jackie upita Ralpha za pištolj, na što mu ovaj bez velikog razmišljanja daje revolver kalibra 38.
Carmela je zabrinuta zbog Meadowine veze s Jackiejem, ali je Tony uvjerava kako je Jackie dečko na mjestu i da će se prema njihovoj kćeri odnositi s poštovanjem. Carmela mora skrivati svoje prave osjećaje kako bi održala prijateljstvo s Rosalie Aprile, koja je oduševljena vezom. Meadow za Jackieja napiše referat o Edgaru Allanu Poeu, za koji on dobiva "A". Tony održi bliski razgovor s Jackiejem, i kaže mu da je, iako je od njega uvijek očekivao najbolje, sada sve daleko ozbiljnije jer je u sve uključena i Meadow. Jackie obećava Tonyju kako će se truditi i biti vjeran Meadow, zadržavši zasluge za referat koji mu je napisala Meadow, a za koji je rekao kako će ga sam napisati da ga na kraju nije ni pročitao. Tony upozori Jackieja kako će ga od sada nadgledati, i da pokuša ne zavaravati Meadow. Tony zatim naleti na Jackieja u lokalnom ilegalnom kasinu, gdje ga udari i bijesno kaže da se drži škole ako i dalje namjerava viđati Meadow. Sljedećeg jutra za doručkom, Carmela kaže Tonyju da je Jackie odveo Meadow na mjuzikl Aida što je natjera da promijeni svoje prvotno mišljenje o Jackieju, jer se u njihovoj kući ponaša iznimno pristojno, te čak podučava A.J.-a potezima iz američkog nogometa te se zbližava s njim.

## Glavni glumci
- James Gandolfini kao Tony Soprano
- Lorraine Bracco kao Dr. Jennifer Melfi
- Edie Falco kao Carmela Soprano
- Michael Imperioli kao Christopher Moltisanti
- Robert Iler kao A.J. Soprano
- Jamie-Lynn Sigler kao Meadow Soprano
- Drea de Matteo kao Adriana La Cerva
- Aida Turturro kao Janice Soprano
- Joe Pantoliano kao Ralph Cifaretto
- John Ventimiglia kao Artie Bucco
- Federico Castelluccio kao Furio Giunta
- Stefani Germanotta

### Gostujući glumci
| - Jerry Adler kao Hesh Rebkin - Jason Cerbone as Jackie Aprile, Jr. - Andrew Davoli kao Dino Zerilli - Will McCormack kao Jason LaPenna - Tom Aldredge kao Hugh DeAngelis - Suzanne Shepherd kao Mary DeAngelis - Sharon Angela kao Rosalie Aprile - Max Casella kao Benny Fazio - Louis Crugnali kao Carlo Renzi - Will McCormack kao Jason La Penna - Turk Pipkin kao Aaron Arkaway - Joe Bacino kao Little Joe - Frank Bongiorno kao Giuseppe - Charles Trucillo kao policajac #1 - David Warshofsky kao policajac #2 - Daniel Oreskes kao ravnatelj Cincotta - Mark Karafin kao Egon Kosma - Bill Kocis kao otac Nicolai | - Matthew Breiner kao Rob - Ian Group kao Colin - Cyndi Ramirez kao djevojka - Tommy Savas kao Xavier - Richard Petrocelli kao Rocco De Trollio - Jay Boryea kao izbacivač - David Ross kao domar - Ashen Keilyn kao pjevač - The Miami Relatives - Nigel Rawles kao bubnjar - The Miami Relatives - Rimas Remeza kao basist - The Miami Relatives - David Weintraub kao gitarist - The Miami Relatives - Annabella Sciorra kao Gloria Trillo - Nick Tarabay kao Matush Gia |

## Prva pojavljivanja
- Matush Gia: diler koji se mota oko Crazy Horsea.

## Naslovna referenca
- Naslov epizode igra je riječima naslovom kratke priče Edgara Allana Poea "The Tell-Tale Heart". Moozadell je talijanski izraz za mozzarellu (koji se često koristi na pizzama), ali se prema riječima Michaela Imperiolija može iskoristiti i kao pogrdan izraz za Talijana.[1]
- Naslov se odnosi i na neiskren odnos Jackieja Aprilea, Jr. s Tonyjem i Matushom.[1]
- Naslov se referira i na A.J.-evu posebno naručenu pizzu s mozzarellom — koja je ostavljena u školi i odvela policiju na pravi trag.

## Reference na prijašnje epizode
U sceni gdje Jackie posjećuje Tonyja, Carmelu, Janice i Aarona, Aaron upita, "Jesi li čuo Radosnu vijest?" Jackie odvraća, "Upoznali smo se." To je referenca na prethodnu epizodu, "He Is Risen".

## Produkcija
- Michael Imperioli spominje kako je autor serije, David Chase, zagriženi obožavatelj W.C. Fieldsa, a u jednoj od scena ove epizode, Tony gleda film It's a Gift.[1]
- A.J.-ev rođendanski dar za Carmelu primjerak je Matrixa (1999.), u kojem se pojavljuje Joe Pantoliano (koji glumi Ralpha Cifaretta) kao Cypher.
- Počevši od ove epizode, Iler i Sigler na uvodnoj su špici potpisani odvojeno, a ne kao dotad zajedno.

## Glazba
Tijekom odjavne špice svira "I (Who Have Nothing)" Bena E. Kinga.

## Vanjske poveznice
- The Telltale Moozadell u internetskoj bazi filmova IMDb-a